# Kristin Halvorsen
Kristin Halvorsen (ur. 2 września 1960 w Horten) – norweska polityk, działaczka Socjalistycznej Partii Lewicy (SV) i jej przewodnicząca od 1997 do 2012, parlamentarzystka oraz minister.

## Życiorys
Po ukończeniu szkoły średniej odbywała ursy z zakresu pedagogiki społecznej i kryminologii. W połowie lat 80. pracowała jako sekretarka. Zaangażowała się w działalność Sosialistisk Ungdom, młodzieżówki Socjalistycznej Partii Lewicy. Pełniła funkcję sekretarza ds. organizacyjnych (1982–1984), w latach 1984–1986 była przewodniczącą tej organizacji. Później awansowała w strukturze SV, od 1997 do 2012 stała na czele tego ugrupowania.
W kadencji 1985–1989 była zastępczynią poselską. W wyborach parlamentarnych w 1989 została wybrana do Stortingu. Z powodzeniem ubiegała się o reelekcję w kolejnych wyborach w 1993, 1997, 2001, 2005 i 2009.
W październiku 2005, kiedy jej partia weszła do koalicji z Partią Pracy i Partią Centrum, Kristin Halvorsen została ministrem finansów w gabinecie Jensa Stoltenberga. W październiku 2009 w jego kolejnym rządzie przeszła na stanowisko ministra edukacji i badań naukowych, które zajmowała do października 2013.
W 2014 została dyrektorem CICERO Senter for klimaforskning, instytutu zajmującego się badaniami nad klimatem.